# Niklas Stark
Niklas Stark est un footballeur allemand né le 14 avril 1995 à Neustadt an der Aisch en Bavière (Allemagne). Il joue au poste de défenseur central ou milieu défensif au Werder Brême.

## Biographie

### Carrière en club

#### FC Nuremberg (2013-2015)
En 2014, il remporte la Médaille Fritz Walter qui récompense les meilleurs jeunes joueurs allemands.

#### Hertha Berlin (2015-2022)
En 2015, il quitte son club formateur, le FC Nuremberg, et rejoint le Hertha Berlin. Il y fait ses débuts en Bundesliga le 12 septembre 2015 lors de la victoire 2-1 de son équipe face au VfB Stuttgart.

#### Werder Brême (depuis 2022)
Le 28 mai, il rejoint le club Werder Brême

## Statistiques

### En club
| Saison                | Club                  | Championnat           | Championnat | Championnat | Coupe(s) nationale(s) | Coupe(s) nationale(s) | Supercoupe | Supercoupe | Compétition(s) continentale(s) | Compétition(s) continentale(s) | Compétition(s) continentale(s) | Barrages Bundesliga | Barrages Bundesliga | Total | Total |
| Saison                | Club                  | Division              | M.          | B.          | M.                    | B.                    | M.         | B.         | Comp.                          | M.                             | B.                             | M.                  | B.                  | M.    | B.    |
| 2012-2013             | FC Nuremberg          | 1. Bundesliga         | 3           | 0           | -                     | -                     | -          | -          | -                              | -                              | -                              | -                   | -                   | 3     | 0     |
| 2013-2014             | FC Nuremberg          | 1. Bundesliga         | 21          | 0           | -                     | -                     | -          | -          | -                              | -                              | -                              | -                   | -                   | 21    | 0     |
| 2014-2015             | FC Nuremberg          | 2. Bundesliga         | 26          | 2           | 1                     | 0                     | -          | -          | -                              | -                              | -                              | -                   | -                   | 27    | 2     |
| 2015-2016             | FC Nuremberg          | 2. Bundesliga         | 4           | 1           | 1                     | 0                     | -          | -          | -                              | -                              | -                              | -                   | -                   | 5     | 1     |
| Sous-total            | Sous-total            | Sous-total            | 54          | 3           | 2                     | 0                     | 0          | 0          | -                              | 0                              | 0                              | 0                   | 0                   | 56    | 3     |
| 2015-2016             | Hertha Berlin         | 1. Bundesliga         | 21          | 2           | 2                     | 0                     | -          | -          | -                              | -                              | -                              | -                   | -                   | 23    | 2     |
| 2016-2017             | Hertha Berlin         | 1. Bundesliga         | 27          | 1           | 3                     | 0                     | -          | -          | C3                             | 2                              | 0                              | -                   | -                   | 32    | 1     |
| 2017-2018             | Hertha Berlin         | 1. Bundesliga         | 26          | 1           | 1                     | 1                     | -          | -          | C3                             | 4                              | 0                              | -                   | -                   | 31    | 2     |
| 2018-2019             | Hertha Berlin         | 1. Bundesliga         | 22          | 1           | 3                     | 0                     | -          | -          | -                              | -                              | -                              | -                   | -                   | 25    | 1     |
| 2019-2020             | Hertha Berlin         | 1. Bundesliga         | 21          | 1           | 3                     | 0                     | -          | -          | -                              | -                              | -                              | -                   | -                   | 24    | 1     |
| 2020-2021             | Hertha Berlin         | 1. Bundesliga         | 33          | 0           | 1                     | 0                     | -          | -          | -                              | -                              | -                              | -                   | -                   | 34    | 0     |
| 2021-2022             | Hertha Berlin         | 1. Bundesliga         | 25          | 1           | 2                     | 0                     | -          | -          | -                              | -                              | -                              | 2                   | 0                   | 29    | 1     |
| Sous-total            | Sous-total            | Sous-total            | 176         | 7           | 15                    | 1                     | 0          | 0          | -                              | 6                              | 0                              | 2                   | 0                   | 199   | 8     |
| 2022-2023             | Werder Brême          | Bundesliga            | 27          | 0           | 1                     | 0                     | -          | -          | -                              | -                              | -                              | -                   | -                   | 28    | 0     |
| 2023-2024             | Werder Brême          | Bundesliga            | 13          | 2           | 1                     | 0                     | -          | -          | -                              | -                              | -                              | -                   | -                   | 14    | 2     |
| Sous-total            | Sous-total            | Sous-total            | 40          | 2           | 2                     | 0                     | 0          | 0          | -                              | 0                              | 0                              | 0                   | 0                   | 42    | 2     |
| Total sur la carrière | Total sur la carrière | Total sur la carrière | 270         | 12          | 19                    | 1                     | 0          | 0          | -                              | 6                              | 0                              | 2                   | 0                   | 297   | 13    |

### En sélection
| Saison                | Sélection             | Phases finales        | Phases finales | Phases finales | Phases finales | Éliminatoires | Éliminatoires | Éliminatoires | Matchs amicaux | Matchs amicaux | Matchs amicaux | Total | Total | Total |
| Saison                | Sélection             | Compétition           | M              | B              | Pd             | M             | B             | Pd            | M              | B              | Pd             | M     | B     | Pd    |
| --------------------- | --------------------- | --------------------- | -------------- | -------------- | -------------- | ------------- | ------------- | ------------- | -------------- | -------------- | -------------- | ----- | ----- | ----- |
| 2019-2020             | Allemagne             | Ligue des nations     | 0              | 0              | 0              | 1             | 0             | 0             | 0              | 0              | 0              | 1     | 0     | 0     |
| 2020-2021             | Allemagne             | Ligue des nations     | 0              | 0              | 0              | 0             | 0             | 0             | 1              | 0              | 0              | 1     | 0     | 0     |
| Total sur la carrière | Total sur la carrière | Total sur la carrière | 0              | 0              | 0              | 1             | 0             | 0             | 1              | 0              | 0              | 2     | 0     | 0     |

## Palmarès

### En équipe nationale
- Allemagne -17 ans
  - Finaliste du Championnat d'Europe des moins de 17 ans en 2012.
- Allemagne -19 ans
  - Vainqueur du Championnat d'Europe des moins de 19 ans en 2014.
- Allemagne espoirs
  - Vainqueur de l'Euro espoirs 2017.